# 카를 알렉산더 뮐러
카를 알렉산더 뮐러(Karl Alexander Müller, 1927년 4월 20일 ~ )는 1987년에 베드노르츠와 함께 고온 초전도체에 대한 연구로 노벨 물리학상을 받은 스위스의 물리학자이다.

## 유년기
그는 스위스의 바젤에서 태어났다. 그가 태어나고 얼마 후 그의 가족은 그의 부친이 음악 공부를 하던 오스트리아의 잘츠부르크로 이사했고, 그와 그의 모친은 그의 조부모가 거주하던 스위스의 졸로투른주로 이사했다. 얼마 후 그들은 루가노로 이사했는데 이 지역은 이탈리아 어를 쓰는 지역이었기에 그는 이탈리아 어를 곧잘 할 수 있게 되었다. 그의 어머니는 그가 11세 때 사망했다.
1956년에 그는 결혼을 했고 1957년에 그의 아들 에릭이, 1959년에 딸 실비아가 태어났다.

## 교육
그의 어머니의 사망 이후, 뮐러는 스위스 동부에 속한 그라우뷘덴주의 복음주의 학교에 보내졌다. 그 곳에서 그는 1938년부터 1945년까지 7년을 공부했으며, 그로 인해 그는 제 2차 세계 대전 중에서도 중립국의 학생으로서 공부할 수 있었다. 그는 세계의 정세에 관련된 수업을 들었고 토론 수업에도 참여했는데, 이것은 그의 경력과 삶에 큰 영향을 주었다.
그는 전기공학에 뜻을 두고 취리히 연방 공과대학교(ETH)의 물리학과와 수학과에 지원했다. 그 곳에서 그는 그에게 깊은 영향을 준 볼프강 파울리에게서 강의를 듣게 되었다. 학사 학위를 받고 1년 동안 대형 아이도포어 디스플레이의 연구 부서에서 일한 그는 1957년 말에 논문을 발표했다.

## 경력
그는 제네바의 바텔 연구소에 들어가 자기 공명 분야의 관리자가 되었다. 이 기간 동안 그는 취리히 대학교에서 강연을 하게 되었는데, 이것을 계기로 그는 1963년에 IBM 취리히 연구소에서 그가 은퇴할 때까지 일하게 되었다. 1982년에 그는 IBM의 선임 연구원이 되었다. 1972년부터 1985년까지 그는 물리학 분야의 관리자로서 일했다.
그는 뮌헨 공과대학교의 명예 박사 학위를 받았고, 1987년에는 노벨 물리학상을 받기 전에 이탈리아의 파비아 대학교에서 물리학 명예 학위를 받았다.

## 업적
대학교에서 그는 G. Busch 교수 밑에서 반금속인 회주석에서의 홀 효과에 대해 연구했으며 대학원에 들어가기 전에는 대형 아이도포어 시스템에 대해 연구했다. IBM 연구소에서는 약 15년간 SrTiO3(티탄산 스트론튬)이나 회티탄석 화합물에 대해 연구했다. 그는 그것들에 다른 많은 금속 이온들이 첨가되어 나타내는 광색성, 그들의 화학적 결합, 강유전성, 구조적인 상전이인 임계점 및 뭇겹임계에 대해 연구했다.

## 노벨 물리학상 수상
1980년대 초반에 그는 고온에서 초전도 현상을 나타낼 수 있는 물질을 찾기 시작했다. 당시 초전도 현상이 일어날 수 있는 임계 온도(최고 온도)는 23K으로 알려져 있었다. 1983년 그는 베드노르츠를 IBM 연구소의 연구원으로 뽑아 자신과 함께 체계적으로 산화물에 대한 연구를 돕게 했다. 1986년 그들은 란타늄 구리계 페롭스카이트(LBCO) 물질이 35K에서도 초전도 현상이 일어난다는 사실을 알게 되었다. 그로 인해 초전도 현상의 임계 온도는 12K 상승하게 되었다. 당시 기준으로서는 불가능할 정도로 높아진 온도였다. 그들은 1986년 4월에 이 연구 결과를 발표했다. 그 해에 도쿄 대학교의 쇼지 다나카 교수와 휴스턴 대학교의 추칭우 교수는 독자적으로 이들의 연구를 증명해 주었다. 이 연구는 또다른 고온 초전도체 연구에 영향을 주어 BSCCO(107K에서 초전도 현상) 및 추칭우 교수 등에 의한 YBCO(93K에서 초전도 현상)의 발견 등을 이끌었다.
1987년에 뮐러와 베드노르츠는 노벨 물리학상을 받았다. 이들의 수상은 연구 발표와 수상까지의 시간 간격이 노벨상 역사상 가장 짧았다.